# Lechia
Lechia Zabka, 1985 è un genere di ragni appartenente alla Famiglia Salticidae.

## Etimologia
Lechia è il nome antico della Polonia, nazione d'origine del descrittore della specie, l'aracnologo Zabka.

## Caratteristiche
Il genere è stato descritto sulla base di un unico esemplare femminile, originariamente rinvenuto nei cespugli della foresta vietnamita.
Il cefalotorace ha colore che vira dall'arancio al marrone, con una sottile striscia gialla lungo il margine. La zona intorno al pattern oculare è nera, fatta eccezione per i due occhi mediani frontali, che sono marrone scuro. L'opistosoma è giallognolo, con macchie grigie diffuse. Le zampe sono gialle con annulazioni grigie.

### Relazioni filogenetiche
Questo esemplare descritto, secondo l'aracnologo Jerzy Prószynski, ha molte peculiarità in comune con il genere Euophrys C. L. Koch, 1834, e la stessa Euophrys minuta Prószynski, 1992, sarebbe da ascrivere al genere Lechia.

## Distribuzione
L'unica specie oggi nota di questo genere è stata rinvenuta in Cina e in Vietnam.

## Tassonomia
A giugno 2011, si compone di una specie:
- Lechia squamata Zabka, 1985[4] — Cina, Vietnam